# Serrasalmus sanchezi
Serrasalmus sanchezi, auf engl. als Sanchez’s Piranha, Ruby-Red Piranha oder Ruby-Throated Diamond Piranha bezeichnet, ist eine Sägesalmlerart aus dem tropischen Südamerika.

## Beschreibung
Äußerlich ähnelt die Art dem in Venezuela vorkommenden Serrasalmus medinai. Jungfische sind silbrig gefärbt mit zahlreichen schwarzen Flecken auf der oberen Körperhälfte. Kehle, Brust und Afterflosse (Anale) sind deutlich rot gefärbt. Die Schwanzflosse zeigt ein dunkles terminales Band und ist basal dunkel gefärbt. Erwachsene Tiere sind dunkler mit zahlreichen silber und violett irisierenden Schuppen und allmählich rot werdenden Augen. Zur Laichzeit dunkelt die Färbung der Tiere nach und die Flecken werden undeutlicher. Die Tiere erreichen eine Standardlänge von ca. 11 Zentimeter.
Serrasalmus sanchezi hat 41 (40–42) Abdominalzähne (Serrae) und 77–79 Poren in der Seitenlinie.

## Verbreitung
S. sanchezi kommt im Einzugsgebiet des Río Ucayali in Peru vor. Die Typlokalität ist Caño Yarina am Río Ucayali, Zufluss des Canal de Puinahua (unterer Río Pacaya). Außerdem kommt die Art im oberen und mittleren Amazonas und im Marañón vor.

## Lebensweise
Über die Lebensweise von S. sanchezi ist wenig bekannt. Die Art kommt in Weißwasserflüssen oder im Mischwasser von Weißwasser- und Schwarzwasserflüssen, jedoch nicht in reinem Schwarzwasser vor.

## Systematik
Nach Géry wird die Art dem Artenkomplex Serrasalmus rhombeus, der Rhombeus-Gruppe zugeordnet, die neben Serrasalmus sanchezi weitere fünf bis acht Arten umfasst. Andere Untersuchungen sehen die Gattung Serrasalmus als monophyletisch mit drei Hauptkladen an. Danach gehört Serrasalmus sanchezi zur Klade B 2.